# Václav Leitensdorfer
Václav Leitensdorfer (6. listopadu 1913 Rovensko pod Troskami –  19. května 1984 Leicester) byl český letec, radiotelegrafista / palubní střelec 311. československé bombardovací perutě RAF.

## Život

### Před druhou světovou válkou
Václav Leitensdorfer se narodil 6. listopadu 1913 v Rovensku pod Troskami v rodině holiče Václava Leitensdorfera a jeho ženy Blaženy. Prezenční vojenskou službu absolvoval mezi lety 1935 a 1937 u Pěšího pluku 44 v Liberci u roty těžkých kulometů. Dosáhl hodnosti četaře. Pracoval pro firmu Baťa, která ho odeslala do Indie.

### Druhá světová válka
Po vypuknutí druhé světové války se Václav Leitensdorfer přihlásil do Československé armády v zahraničí, nicméně stále zůstával pracovat v Indii, do vojska byl přes jeho urgence povolán až v roce 1942. Po příjezdu do Spojeného království byl přijat do Royal Air Force a po výcviku na palubního radiotelegrafistu a střelce zařazen k 311. československé bombardovací peruti. Jako její příslušník se účastnil protiponorkových a protilodních hlídkových letů nad oceánem. Do konce války odlétal 53 operačních letů o délce 578 hodin. Dosáhl hodnosti F/Sgt.

### Po druhé světové válce
Po skončení druhé světové války zůstal Václav Leitensdorfer ve Spojeném království, kde se podílel s 311. čs. perutí v rámci vzdušného mostu na repatriaci čs. občanů, leteckého personálu a převozu různého civilního a vojenského materiálu z Manstonu do Prahy. Celkem absolvoval 6 repatriačních letů v délce cca 40 letových hodin. Poté v Anglii vystudoval vysokou školu koželužské technologie a strojírenství. Dne 15. září 1954 obdržel britské občanství a vrátil se k Baťovi do Indie, kde působil ve vysokých funkcích. Na závěr své služební kariéry byl přeložen zpět do Anglie. Ve svém oboru byl Václav Leitensdorfer velmi uznávaným odborníkem. Dne 19. května 1984 v Leicesteru zemřel.

## Rodina
Václav Leitensdorfer dne 18. července 1945 uzavřel sňatek se slečnou Joyce Lettice Cookson narozenou v roce 1922. Z manželského svazku se později narodily tři dcery Penelope, Prudence a Patricia. Manželka Joyce L. Leitensdorfer zemřela 9. března 2001.  
Sestry Václava Leitensdorfera Blažena a Božena se staly po skončení druhé světové války aktivními členkami Komunistické strany Československa a členkami okresního výboru KSČ v Turnově. Změnily si příjmení po matce za svobodna na Bakovská. Totéž učinili i jeho bratr Zdeněk, který se po roce 1968 stal jedním z normalizátorů na Karlově univerzitě, kde od roku 1975 zastával funkci vedoucího Katedry pomocných věd historických a archivního studia Filozofické fakulty, a bratr Jiří, který byl podnikovým právníkem v Technosportu. Nejmladší bratr Ivan tragicky zahynul v Příbramských dolech ve věku 32 let. Jeho otec Václav Leitensdorfer zemřel v rodinném kruhu 18. dubna 1967 v Jablonci nad Nisou, matka Blažena Leitensdorferová zemřela 17. listopadu 1955 v Tanvaldu. 

## Ocenění

### Vyznamenání
- Československá medaile Za chrabrost před nepřítelem
- 2x Československý válečný kříž 1939
- Československá medaile za zásluhy I. stupně
- Pamětní medaile československé armády v zahraničí se štítkem VB
- Hvězda 1939–1945
- Africká hvězda
- Hvězda Atlantiku
- Britská medaile Za obranu
- Válečná medaile 1939–1945

### Posmrtná ocenění
- V roce 1991 byl Václav Leitensdorfer in memoriam povýšen do hodnosti majora
- V roce 2023 byla Václavu Leitensdorferovi v rodném Rovensku pod Troskami u kostela odhalena pamětní deska[2]
- V roce 2024 bylo Václavu Leitensdorferovi uděleno ocenění "Pocta hejtmana Libereckého kraje OSOBNOSTI 2024" in memoriam
- V roce 2024 bylo Václavu Leitensdorferovi uděleno resortní vyznamenání "Kříž obrany státu Ministerstva obrany České republiky" in memoriam č. 293.